# Горбатово (Калужская область)
Горбатово — деревня в Износковском районе Калужской области России. Входит в сельское поселение «Село Износки»

## География
Расположено у реки Липенка. Рядом —Тетево, Даниловка, ж/д платформа 81 км.

## Население
| 2002 | 2010 |
| ---- | ---- |
| 15   | ↘2   |

## История
До конца XVIII века входила в дворцовую Морозовскую волость Медынского уезда.
Была старообрядческой деревней белокриницкого согласия (австрийского толка).  В 1912 ом году  была построена церковь Рождества Богородицы, до этого богослужения проводились в молельном доме. В 1937 году был арестован священник Столяров, церковь закрылась, в войну — разрушена.